# گل مینا (ترانه)
گل مینا یا فردا، نام یکی از سرودهای انقلابی ایران است که در دوران انقلاب ۵۷ در آلبومی بنام «شراره‌های آفتاب» توسط سازمان چریک‌های فدایی خلق ایران منتشر و از معروفیت فراوانی برخوردار شد. متن این ترانه توسط سعید سلطانپور سروده شده و با صدای داوود شراره‌ها خوانده شده‌است. موسیقی این ترانه را مهرداد برآن ساخته و تنظیم کرده‌است. صدای خواننده را گروه کر دانشجویان ایرانی واشینگتن همراهی می‌کند.

## مناسبت
سرود گل مینا به یاد مینا رفیعی، دانشجوی انقلابی مارکسیست خوانده‌شده که در دانشگاه تهران در رشتهٔ بازرگانی تحصیل می‌کرده‌است. وی در آذر ۱۳۵۵ به همراه همسرش و نیز یکی از دوستانش به نام ماهرخ فیال که دانشجوی ادبیات فارسی دانشگاه تهران بود، در جریان توطئهٔ سیروس نهاوندی، مأمور ساواک که در میان نیروهای چپ نفوذ کرده‌بود در خانه‌ای در میدان جان اف کندی (میدان توحید کنونی) در تهران به دام ساواک افتاده و کشته‌شدند. سعید سلطان‌پور این شعر را در زندان به یاد مینا رفیعی که جوان‌ترین قربانی آن ماجرا بود، سروده‌است.

## سرود
از درون شب تار، می‌شکوفد گل صبح
(خنده بر لب، گل خورشید کند، جلوه بر کوه بلند)۲
(نیست تردید زمستان گذرد)۲
(وز پی‌اش پیک بهار
با هزاران گل سرخ
بی‌گمان می‌آید)۲
در گذرگاه شب تار، به دروازهٔ نور
(گل مینای جوان
خون بیفشانده تمام
روی دیوار زمان)۲
لاله‌ها نیز نهادند به دل، همگی داغ سیاه
گرچه شب هست هنوز، با سیه‌چنگ بر این بام آونگ
آسمان غرق ستاره است و لیک
آسمان غرق ستاره است هنوز
خوشه‌ها بسته ستاره گل گل
خوشهٔ اختر سرخ
با تپش‌های سترگ
(عاقبت کورهٔ خورشید گدازان گردد)۲